# Dinner für Sechs – Woodstock meets Wallstreet
Dinner für Sechs – Woodstock meets Wallstreet (Alternativtitel: Dinner für sechs, Dinner für 6, Familienchaos; Originaltitel: Married to It) ist eine US-amerikanische Filmkomödie von Arthur Hiller aus dem Jahr 1991.

## Handlung
Die Psychologin Nina Bishop lebt in New York City. Sie wird in einer Privatschule eingestellt. Das Amateurtheater der Schule soll ein Stück vorführen, das die 1960er Jahre thematisiert. Zwei Paare, derer Kinder die Schule besuchen, helfen bei der Vorbereitung der Veranstaltung. Sie lernen sich kennen und freunden sich an.
Iris und John Morden – die zwei Söhne haben und finanzielle Schwierigkeiten erleben – trauern den Hippie-Idealen der 1960er Jahre nach. Morden wird eingeladen, in der Schule über das Woodstock-Festival zu erzählen, auf dem er war. Er beschimpft den damaligen US-Präsidenten Richard Nixon als Psychopathen, was die Lehrerin wütend macht.
Die Ehe von Nina Bishop und des Investmentbankers Chuck Bishop kriselt. Chuck wird im Zusammenhang mit illegalen Finanztransaktionen juristisch belangt. Der Fall wird in den Medien bekannt; Chuck sucht einen Anwalt, aber keiner glaubt, er sei unschuldig. Schließlich engagiert er einen Anwalt, den ihm die Mordens empfehlen.
Ebenfalls erleben Claire Laurent und Leo Rothenberg eine Beziehungskrise, da Laurent keine gemeinsame Kommunikationsebene mit Rothenbergs Tochter Lucy aus dessen erster Ehe mit Madeleine findet. Eines Tages soll Claire Lucy nach der Schule abholen, stattdessen schickt sie jedoch eine Limousine mit Fahrer. Die minderjährige Lucy betrinkt sich zuerst mit dem Alkohol aus der Minibar des Wagens, dann kommt sie zu Nina, die sie tröstet.
Nina und Chuck Bishop sprechen sich aus; Nina wirft dem während der Ermittlungen joblosen Ehemann Passivität vor. Er hilft ihr daraufhin wieder bei den Hausarbeiten. Sein Anwalt findet entlastende Beweise, die die Einstellung des Verfahrens ermöglichen.
Laurent macht Schluss mit Rothenberg, der die gemeinsame Wohnung verlässt. Sie bindet sich kurzzeitig an einen reichen Unternehmer. Iris versucht, Claire zu veranschaulichen, dass Leo ihr immer noch nicht gleichgültig ist. Nachdem Laurent in der Umgebung ihres neuen Freundes erlebt, wie eine Frau die Möglichkeit der glücklichen Beziehung verspottet, verlässt sie die Veranstaltung und fährt zur Theatervorführung an der Schule. Dort setzt sie sich neben Rothenberg, mit dem sie sich versöhnt.

## Kritiken
James Berardinelli bezeichnete den Film auf ReelViews als eine „Übung im Mittelmaß“. In diesem Film sei nichts wirkungsvoll. Die „lahme“ Komödie biete lediglich einige wenige witzige Momente. Diese „trostlose, uninspirierte Produktion“ sei „zu fade, um gehasst zu werden“.
Das Lexikon des internationalen Films schrieb, der Film sei „solide inszeniert“ und „überzeugend besetzt“. Er erinnere an die in New York City angesiedelten Filme von Woody Allen, obwohl er „deren Aussagekraft, Witz und Tempo“ nicht erreiche.
Die Zeitschrift TV Spielfilm schrieb, der Film sei „toll besetzt, aber mit allen Klischees überladen“.

## Hintergrund
Der Film wurde in New York City und in Toronto vom 30. Juli bis zum 25. Oktober 1990 in gedreht. Der ehemalige New Yorker Bürgermeister Edward I. Koch erschien in einem Cameo-Auftritt. Der Film hatte seine Weltpremiere am 11. September 1991 auf dem Toronto International Film Festival. Er spielte in den Kinos der USA ca. 1,99 Millionen US-Dollar ein.